# Skin Graft Records
 (janvier 2022).
Si vous disposez d'ouvrages ou d'articles de référence ou si vous connaissez des sites web de qualité traitant du thème abordé ici, merci de compléter l'article en donnant les références utiles à sa vérifiabilité et en les liant à la section « Notes et références ».
 (janvier 2022).
Pour les articles homonymes, voir Graft (homonymie).
Skin Graft Records (officiellement écrit SKiN GRAFT Records) est un éditeur de bandes dessinées et un label musical indépendant. Le label a été fondé à Chicago dans l'Illinois en 1986.

## Introduction
Créé en 1986 par Rob Syers et Mark Fischer, SkinGraft est en tout premier lieu un fanzine de bandes dessinées étranges telles que Commander Floyd, Zeppelin Patrol ou Serious Brown, sans oublier évidemment celui qui est devenu la grande vedette de Skin Graft : Gumballhead the Cat.
L’aventure musicale ne commence qu’en 1991 avec le groupe Dazzling Killmen. De là tout est enclenché et le label musical Skin Graft Records est lancé.
L’orientation musicale est particulière. Plutôt dans un style noisy, no wave (ou, plus actuellement, now wave), très expérimental dans l’ensemble ; leur politique de découverte de groupes à produire promeut les petits groupes underground inconnus par tous les moyens possibles.

## Skin Graft Comics
La vocation première de Skin Graft est d’abord de publier des « punk-comics », en l’occurrence des bandes dessinées étranges et provocantes.
C’est donc en 1986 (cinq ans avant le premier disque Skin Graft) que Rob Syers et Mark Fischer, deux jeunes diplômés d’écoles d’art se lancent dans l’aventure. Dans la conception punk du « do it yourself » et à force de travail et d’acharnement, ils se font remarquer dès la sortie de leurs premières BD, éditées en éditions limitées. Celles-ci se vendent alors aux expositions punks de St Louis, aux cafétérias de lycée, aux magasins de disques et de BD locaux, et dans certains salons ou brocantes de BD.
Skin Graft et ses deux créateurs gagnent alors une solide réputation de mauvais garçons de la scène indépendante de l’édition.
Pendant ce temps là, d’autres se joignent à l’équipe : Jeff Bentle, Cody Hudson, Paul Nitsche, ou encore Sonny Rosenberg, et bien d’autres apparus sur le numéro annuel de Skin Graft Comics. Dans cette compile de dessinateurs, chacun doit improviser des histoires stupides, en essayant de surpasser le niveau de la planche précédente. C’est d’ailleurs dans ce concept que naîtrons deux personnages emblématiques des débuts : Serious Brown et Hot Satan.
En 1991, Caliber Press, connu pour la publication de The Crow, contacte Mark et Rob et leur propose une publication avec distribution mondiale d’une bande dessinée du label. Deux albums sortent, mais avant le troisième, Skin Graft opère un changement de cap et décide de se concentrer sur l’activité du label musical naissant.
Parallèlement, la même année, le label accompagne son premier disque (du groupe Dazzling Killmen) d’une petite BD, ce qui se reproduira régulièrement avec les LPs et les 7’ sortie par la suite, ceci pour conserver un minimum l’activité et l’esprit d’origine.
Aujourd’hui, la promotion des bandes dessinées comme des disques de Skin Graft se fait par Internet. Des extraits d’anciennes parutions ainsi que de nouveautés sont présentés ; les éditions d’époques, en éditions limitées, sont plutôt rares ou du moins difficiles à dénicher.

## Gumballhead the cat
On ne saurait présenter Skin Graft Comics en passant outre Gumballhead « le chat », véritable vedette des personnages Skin Graft. Gumballhead est un héros d'action à l’apparence mi-chat, mi-diable. Ce solitaire, escroc errant apparemment indestructible, dur à cuir et bagarreur, se retrouve toujours, comme Clint Eastwood dans un western (la comparaison vient du site officiel), au milieu de quelques conflits ou mésaventures.
Il apparaît la première fois durant les années 90 sur une série de couvertures d'albums pour le groupe underground Mount Shasta. Il a depuis fait l’objet de plusieurs bandes dessinées indépendantes, et apparaît dans certains fanzines. Gumballhead est aujourd’hui imprimé sur T-shirts et posters, ainsi que sur certaines bouteilles de bières brassées par Three Floyds. En 2003, une BD intégrale de Gumballhead, accompagnée d’un album de Cheer-Accident, est publiée dans le monde entier, saluée par la critique. Gumballhead jouit à ce jour d’une assez bonne notoriété ; la bière Gumballhead est d’ailleurs distribuée dans 15 états aux USA !
Actuellement, Rob Syers et Mark Fischer travaillent sur la dernière série de ses aventures.

## Orientation musicale
Les ouvertures musicales et horizontales que Skin Graft ont été très étendues. Ouvrant leurs portes à la fois à des styles et à des nationalités différentes (Amérique, Canada et Japon surtout), Skin Graft a récolté une diversité de créations originales.
Du début jusqu’à aujourd’hui, la ligne éditoriale de Skin Graft est restée très axée dans ce point de visée “underground expérimental“. Ceci a été poussé à tel point que, paradoxalement, aujourd’hui, Skin Graft est peut-être un peu trop coincé dans un cadre étriqué ; pour exemple, le dernier groupe signé par Skin Graft, Pre, ressemble énormément à d’autres groupes.
Cette orientation musicale s’est faite d’une part, par les gouts de Fischer et Syers, mais a sûrement, d’autre part, été influencée par cette fameuse première production de Dazzling Killmen. Ces derniers ne sont aujourd’hui sûrement pas le groupe le plus
original de Skin Graft, c’est même l’un des moins marqué dans une tendance
volontairement “autre“; mais en 1991, leur son et leur patte musicale étaient particulièrement en avance sur l’époque.
De cette première expérience s’est développée une recherche de la musique underground, une musique qui peut en général choquer l’oreille de l’auditeur non averti. La plupart des groupes produits se classent dans la Now Wave (actuelle no wave) et plus précisément dans des sous-groupes tels que le noisy-punk (AIDS Wolf, Arab On Radar), l’électroacoustico-rock
(Quintron), le punk-prog (Ruins) et le déglingo-garage (Mount Shasta, Cheer-Accident), d’autres groupes sont carrément dans l’expérimentation musicale pure (Strangulated Beatoffs, Flossie and the Unicorns)

## Le label
Après cinq années consacrées à la bande dessinée, le groupe Dazzling Killmen propose en 1991 à Skin Graft de réaliser une bande dessinée accompagnant leur disque. Ils n’avaient jamais songé eux-mêmes avant cela à distribuer des disques. Mais ils avaient également en même temps un travail de graphisme à réaliser qui leur plaisaient. C’est ainsi qu’ils ont commencé, au départ modestement, avec 500 copies de leur premier disque (Dazzling Killmen/Mother's Day : Killing Fever). Après cela, Skin Graft ne sortit que le disque de Strangulated Beatoffs en 1992.
À partir de 1993, les sorties se multiplient, et les groupes, ils sortiront 8 disques de groupes différents cette année-là. Après cela, les sorties seront assez régulières, et l’arrivée de nouveaux groupes également. On en dénombre depuis le début 34, ainsi que quelques autres qui sont passés le temps de collaborations ou split albums, comme Shellac ou High On Fire.
Le label se concentre surtout, aujourd’hui, autour des enregistrements divers qu’on leur envoie.
Cette politique d’approche des groupes s’est faîte beaucoup en Amérique (Dazzling Killmen, Strangulated Beatoffs), mais aussi au Canada (AIDS Wolf) et puis évidemment au Japon (Ruins, Melt-Banana, Space Streakings), par contre l’europe n’a pas été touchée, seulement récemment un groupe anglais a été intégré au label (Pre).
Ils ne pratiquent pas la promotion à outrance, ils semblent s’adresser à un public averti, il y a beaucoup de disques sortis en nombre limité, et pour les amateurs ils sortent beaucoup de vinyls, avec un packaging toujours très soigné.
C’est une petite structure, et leur travail semble se limiter à la représentation et à la distribution. Leurs moyens ne leur permettent pas de prendre en charge les sessions studios, les tournées…
Ils n’assurent d’ailleurs que la distribution Internet, et passent par beaucoup d’autres maisons pour vendre en magasin dans le monde entier.
Les groupes sont également signés sur d’autres labels (une trentaine), dont par exemple Dischord, Ruminance, Lovepump United ou Threeoneg.

## L'artwork
Mark Fischer et Rob Syers ont toujours fait le lien entre la partie label et la partie d'édition de Skin Graft.
	Beaucoup de 7’’ sont même sortis accompagnés de bandes dessinées (par exemple Porky the Pig and Bess de Strangulated Beatoffs, Nodule de Mount Shasta, Autofuck de Zeni Geva, et bien d’autres encore…), ils participent à l’artwork, toujours très travaillé, qui colle à l’imagerie du label, ainsi qu'à celle du groupe : assez brute en général. On y retrouve souvent Gumballhead The Cat.